# 麻生淳
麻生 淳（あそう じゅん、12月22日 - ）は、日本の男性声優。ラベリテ・プロ所属。大阪府出身。

## 出演作品

### テレビアニメ
- もえがく★5（マッシュ）

### OVA
- I"s Pure（男子生徒）

### Webアニメ
- ユルミとシメル（スナオ）

### ゲーム
- もえがく＠ポータブル（京歌アキラ）

### ナレーション
- クローズアップ現代